# Ernest Chausson
Ernest Chausson (20. ledna 1855, Paříž – 10. června 1899, Limay) byl přední francouzský skladatel éry romantismu.

## Biografie
Chausson se narodil v roce 1855 do bohaté rodiny. Jeho otec mu platil soukromého učitele, který jej měřil podle těch nejvyšších měřítek. Nejprve byl předurčen na právnickou dráhu, ale nakonec práva opustil a začal soukromě studovat u skladatele Césara Francka.
V jeho orchestrálních dílech je cítit veliký vliv svého učitele, Francka, ale i jiných velkých skladatelů, např. Richarda Wagnera, jehož opery ovlivnily několik významných skladatelů své doby. Mezi Chaussonova nejvýznamnější díla patří i jeho jediná opera Le Roi Arthus (1886–95), která zpracovává téma lásky na dvoře krále Artuše. V jeho díle nalézáme jak těžké chromatické harmonie, ohromující orchestraci, tak i velkou individuální krásu. Dodnes nesmrtelné jsou i jeho díla pro orchestr mezi něž patří hlavně Poème de l'amour et de la mer z roku 1882. Nádhernou hudbu najdeme i v jeho symfoii a komorní hudbě.
Chausson byl šťastně ženat, měl pět dětí a znal se s několika významnými osobnostmi své doby, např. s Claudem Debussy, Henrim Duparcem, Gabrielem Faurém nebo s Isaacem Albénizem. Jeho život však neměl dlouhého trvání.
Zemřel v Linay 10. června roku 1899 po tragické nehodě na kole, při níž na místě zemřel. Je pochován v Paříži na hřbitově Père-Lachaise.

## Dílo
- op. 1 Cinq fantaisies pour piano (1879-80)
- op. 2 Sept mélodies
- op. 3 Klavírní trio g-moll (1881)
- op. 4 Les caprices de Marianne, comédie lyrique (libreto Alfred de Musset,1882–1884)
- op. 5 Viviane,symfonická báseň podle Artušovské legendy (1882, rev. 1887)
- op. 6 Deux motets pour voix, violon et orgue (1883)
- op. 7 Hélène, drame lyrique (libreto Leconte de Lisle (1883–1884)
- op. 8 Quatre mélodies (slova Maurice Bouchor)
- op. 9 Hymne védique pro čtyři hlasy a orchestr na slova Leconte de Lisle, 1886)
- op. 10 Solitude dans les bois, symfonická báseň (1886)
- op. 11 Deux duos pour voix (slova Théodore de Banville a Honoré de Balzac, 1883)
- op. 12 Trois motets pro čtyři hlasy violoncello, harfu a varhany (1886)
- op. 13 Quatre Mélodies (slova Paul Verlaine, Jean Lahor, Villiers de L'Isle-Adam a Leconte de Lisle, 1885–1887)
- op. 14 La caravane (slova Théophile Gautier,1887)
- op. 15 Chant nuptial,(slova Leconte de Lisle, 1887–1888)
- op. 16 Trois Motets
- op. 17 Chansons de Miarka (slova Jean Richepin, 1888)
- op. 18 La Tempête (hudební scéna dle Shakespearovy Bouře pro zpěv a malý orchestr, 1888)
- op. 19 Poème de l'amour et de la mer pro zpěv a orchestr na slova Maurice Bouchora (1882–1893)
- op. 20 Symphonie en si bémol majeur (1889-90)
- op. 21 Concert pour piano, violon et quatuor à cordes en ré majeur (1889-91)
- op. 22 La légende de Sainte Cécile, hudební scéna podle básně Maurice Bouchora (1891)
- op. 23 Le Roi Arthus, drame lyrique en trois actes (1886-95)
- op. 24 Serres chaudes (slova Maurice Maeterlinck, 1893–1896)
- op. 25 Poème pro housle a orchestr(1896)
- op. 26 Quelques Danses pour piano (1896)
- op. 27 Trois Lieder (slova Camille Mauclair, 1896)
- op. 28 Chants de Shakespeare
- op. 29 Ballata (původní název Canzoniere di Dante, slova Dante Alighieri, 1896-7)
- op. 30 Quatuor avec piano en la majeur (1897)
- op. 31 Vêpres pour le commun des vierges pro varhany (1897)
- op. 32 Soir de fête, symfonická báseň (1897-8)
- op. 33 Pour un arbre de Noël (píseň, 1898)
- op. 34 Deux poèmes (slova Paul Verlaine, 1898)
- op. 35 Quatuor à cordes en ut mineur (1897-9)
- op. 36 Deux Mélodies (1898)
- op. 37 Chanson perpétuelle pro soprán a orchestr na slova Charlese Crose 1898)
- op. 38 Paysage pour piano (1895)
- op. 39 Pièce pour violoncelle ou alto et piano (1897)